# 小行星21815
小行星21815（21815 Fanyang）是一颗绕太阳运转的小行星，为主小行星带小行星。该小行星于1999年10月4日发现。

## 轨道参数
小行星21815的轨道半长轴为2.4048553 UA，离心率为0.079。